# 47ª Divisione fucilieri motorizzata
La 47ª Divisione fucilieri motorizzata (in russo 47-я мотострелковая дивизия?, 47-ja motostrelkovaja divizija) è un'unità di fanteria meccanizzata delle Forze terrestri russe, subordinata alla 18ª Armata combinata del Distretto militare meridionale.

## Storia
L'unità è stata costituita nel 2016 come 47ª Divisione di difesa territoriale (in russo 47-я дивизия территориальной обороны?, 47-ja divizija territorial'noj oborony) nella Crimea occupata dalla Federazione Russa con il compito di proteggere le infrastrutture strategiche e contrastare i sabotaggi. La divisione, composta da riservisti, era mantenuta a ranghi ridotti in tempo di pace.
Nel settembre 2022, durante l'invasione russa dell'Ucraina, è stata riorganizzata come divisione fucilieri motorizzata, includendo tre reggimenti reclutati in Crimea e a Sebastopoli in seguito alla mobilitazione parziale indetta in Russia. Nel corso del 2023 la divisione è stata impiegata in combattimento nelle regioni di Cherson e Zaporižžja, dove ha affiancato la 104ª Divisione d'assalto aereo e l'810ª Brigata fanteria di marina e ha subito diverse perdite, in particolare negli attacchi contro la testa di ponte ucraina sulla sponda meridionale del Dnepr presso il villaggio di Krynky.

## Struttura
- Comando di divisione
- 1152º Reggimento fucilieri motorizzato (unità militare 29542)
- 1153º Reggimento fucilieri motorizzato (unità militare 29543)
- 1154º Reggimento fucilieri motorizzato (unità militare 29544)